# Fidonia atlanticaria
Fidonia atlanticaria är en fjärilsart som beskrevs av Lucas 1920. Fidonia atlanticaria ingår i släktet Fidonia och familjen mätare. Inga underarter finns listade i Catalogue of Life.